# یواس‌اس اسکس (۱۷۹۹)
یواس‌اس اسکس (۱۷۹۹) (به انگلیسی: USS Essex (1799)) یک کشتی بود. این کشتی در سال ۱۷۹۹ ساخته شد.